# Sarigan

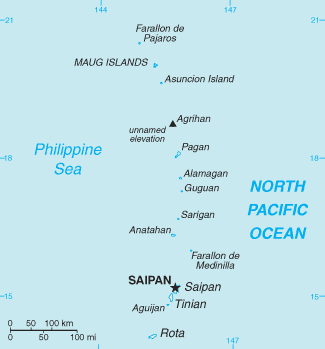
Nordmarianerna

Sarigan (chamorro Sarigan) är en ö i Nordmarianerna i västra Stilla havet.

## Geografi
Sarigan är en liten ö bland Nordmarianerna och ligger cirka 154 km norr om huvudön Saipan och cirka 350 km nordöst om Guam. Geografiskt ligger ön i Mikronesien och de geografiska koordinaterna är 16°42′ N och 145°47′ Ö.
Ön är av vulkaniskt ursprung och har en sammanlagd areal om ca 4,9 km² med en längd på ca 2,75 km och ca 1,2 km bred. Den högsta höjden är vulkanen Mount Sarigan på ca 538 m ö.h.
Den obebodda ön är svårtillgänglig beroende på klippor som omger ön.
Förvaltingsmässigt ingår ön i kommunen Northern Islands Municipality som omfattar alla öar norr om huvudön.
Mellan Sarigan och närmaste ön Guguan ligger området Zealandia Bank med undervattensvulkaner.

## Historia
Marianerna har troligen varit bebodd av polynesier sedan 1500-talet f Kr. Ögruppen upptäcktes av portugisiske Ferdinand Magellan i mars 1521 som då namngav öarna "Las Islas de Los Ladrones". Öarna hamnade 1667 under spansk överhöghet och döptes då om till "Islas de las Marianas".
Ön beboddes åren 1900 till 1945 av Chamorro (ursprungsbefolkning) som skötte koprahanteringen på en kokospalmodling.
Under första världskriget ockuperades området i oktober 1914 av Japan. Japan erhöll förvaltningsmandat över området av Nationernas förbund vid Versaillesfreden 1919. Marianerna ingick sedan i Japanska Stillahavsmandatet.
Under andra världskriget erövrades ön av amerikanska styrkor.